# Offensiva di Monastir
L'offensiva di Monastir si svolse tra il settembre e il dicembre 1916, nell'ambito dei più vasti eventi del fronte macedone durante la prima guerra mondiale. L'offensiva venne sferrata dall'Armata alleata in Oriente del generale Maurice Sarrail, una forza multinazionale schierata dagli Alleati a Salonicco fin dal novembre 1915 per aiutare il Regno di Serbia e contrastare le forze degli Imperi centrali nei Balcani, rappresentate principalmente dall'esercito del Regno di Bulgaria sostenuto da alcuni reparti tedeschi. L'offensiva aveva come scopo strategico principale quello di rompere il fronte stabilito dai belligeranti nella Macedonia meridionale e avviare la liberazione del Regno di Serbia dall'occupazione degli Imperi centrali; l'offensiva doveva anche appoggiare le operazioni belliche del Regno di Romania, entrato in guerra a favore degli Alleati il 27 agosto precedente.
L'offensiva prese il via l'11 settembre 1916, con un attacco degli Alleati nella zona compresa tra Florina e il lago Ostrovo nella Macedonia greca nord-occidentale, occupata dai bulgari. L'attacco iniziale dei reparti francesi, serbi e russi ebbe inizialmente successo, respingendo le truppe bulgare dietro il confine tra Serbia e Grecia; Sarrail decise quindi di portare avanti l'attacco puntando all'occupazione di Monastir, importante città nel sud-ovest della Macedonia serba. Gli attacchi degli alleati proseguirono per settimane in un difficile terreno montuoso compreso tra il lago Prespa e l'ansa del fiume Crna, con una lenta avanzata degli Alleati contrastata passo per passo dai reparti bulgari e tedeschi.
Monastir fu infine raggiunta da reparti francesi e serbi il 19 novembre, divenendo così il primo significativo centro abitato del Regno di Serbia a essere liberato dall'occupazione degli Imperi centrali, ma l'attacco degli Alleati andò arenandosi poco a nord di essa entro l'11 dicembre seguente. L'offensiva conseguì ben poco sul piano militare e soprattutto fu di scarso giovamento per la Romania, che nello stesso periodo finì schiacciata e occupata dalle superiori forze degli Imperi centrali.

## Antefatti

### La caduta della Serbia

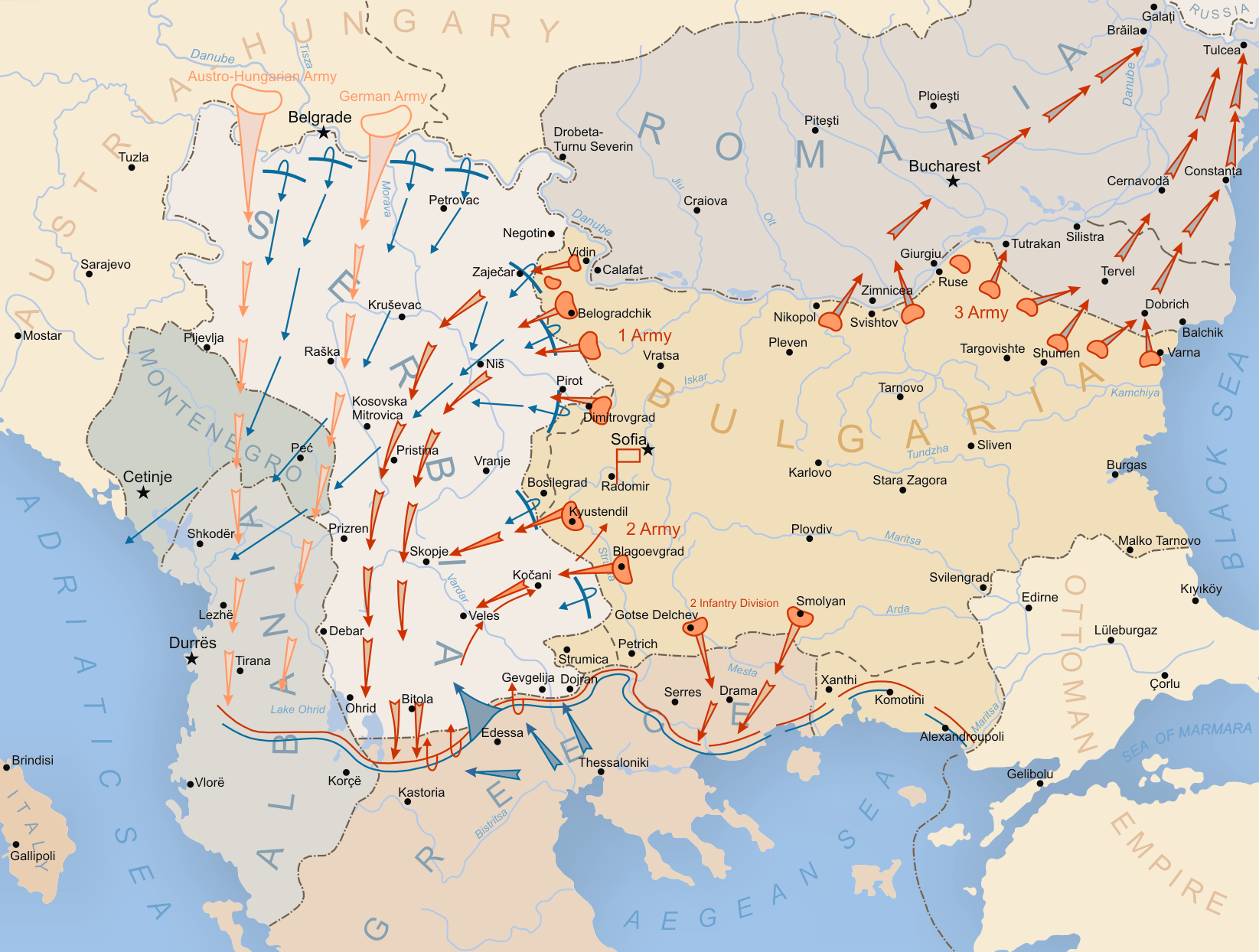
Carta dei Balcani con indicate le direttrici delle offensive degli Imperi centrali tra l'ottobre 1915 e l'agosto 1916

Il 6 ottobre 1915 un gruppo d'armate congiunto tedesco e austro-ungarico sferrò una massiccia offensiva al Regno di Serbia da nord, lungo il fronte dei fiumi Sava e Danubio; pochi giorni dopo, l'11 ottobre, due armate bulgare si unirono all'offensiva attaccando da est, dopo che il Regno di Bulgaria si era segretamente schierato dalla parte degli Imperi centrali siglando un trattato di alleanza con la Germania il 6 settembre precedente. I serbi avevano più volte chiesto l'aiuto dei loro più potenti alleati della Triplice intesa per far fronte agli attacchi dell'Impero austro-ungarico, ma le loro richieste erano rimaste per lungo tempo inevase: Francia e Regno Unito erano pesantemente impegnate nei duri scontri del fronte occidentale e non avevano molte risorse da distaccare su altri teatri di guerra; l'accesso alla Serbia era inoltre difficoltoso, visto che la nazione era praticamente circondata da Stati nemici o neutrali. L'unica via d'accesso agevole era attraverso il porto di Salonicco nella neutrale Grecia a sud, da cui partiva una linea ferroviaria verso la Macedonia controllata dai serbi; l'atteggiamento del governo greco era però ambivalente: il governo del primo ministro Eleutherios Venizelos era favorevole a un'aperta alleanza con la Triplice Intesa, mentre il re Costantino I era di tendenze filo-tedesche e propugnava una politica di stretta neutralità. Lo scontro tra il primo ministro e il sovrano (il cosiddetto "Scisma Nazionale") portò ben presto a decisioni contraddittorie: nel settembre 1915 Venizelos fece mobilitare l'esercito greco e autorizzò lo sbarco di reparti anglo-francesi a Salonicco, ma Costantino bloccò qualunque tentativo di dichiarare guerra agli Imperi centrali e obbligò infine il primo ministro a dimettersi.
Una prima missione esplorativa anglo-francese sbarcò a Salonicco il 29 settembre 1915. Le truppe necessarie a una spedizione in aiuto dei serbi furono infine trovate dopo che gli Alleati ebbero deciso di abbandonare la campagna bellica avviata nell'aprile precedente nei Dardanelli contro l'Impero ottomano; il 5 ottobre i primi elementi di due divisioni francesi e una britannica presero terra a Salonicco; il 12 ottobre il generale francese Maurice Sarrail arrivò per assumere il comando supremo delle forze alleate a Salonicco, anche se inizialmente le truppe britanniche rimasero sotto un comando autonomo. L'intervento degli Alleati giungeva però troppo in ritardo per aiutare la Serbia: il 17 ottobre truppe bulgare interruppero la ferrovia Belgrado-Salonicco a Vranje, mentre il 27 ottobre si assicurarono il controllo della Macedonia centrale, occupando Veles e Skopje. Le forze anglo-francesi avanzarono verso nord in Macedonia lungo la valle del fiume Vardar, ma le armate bulgare si erano ormai frapposte tra loro e i serbi e bloccarono gli Alleati nel corso delle battaglie di Krivolak (21 ottobre - 22 novembre) e di Kosturino (6-12 dicembre). Sarrail coordinò quindi una ritirata ordinata degli anglo-francesi alla volta di Salonicco, attorno alla quale fu realizzato un vasto campo fortificato; non volendo turbare la benevola neutralità della Grecia, le forze bulgare fermarono il loro inseguimento e non superarono la frontiera serbo-greca, limitandosi a completare l'occupazione della Macedonia occidentale, dove il centro di Monastir (l'odierna Bitola) venne preso il 5 dicembre.
Quanto restava dell'esercito serbo attuò, a partire dal 24 novembre 1915, una difficile ritirata verso sud-ovest attraverso le Alpi Albanesi fino a raggiungere la costa del mar Adriatico nell'Albania centro-settentrionale; entro i primi di gennaio 1916 una flotta di navi italiane, francesi e britanniche evacuò il governo serbo e circa 145000 soldati dai porti albanesi, trasportandoli a Corfù e Biserta perché venissero riorganizzati e riequipaggiati con l'assistenza degli Alleati.

### Il fronte di Salonicco

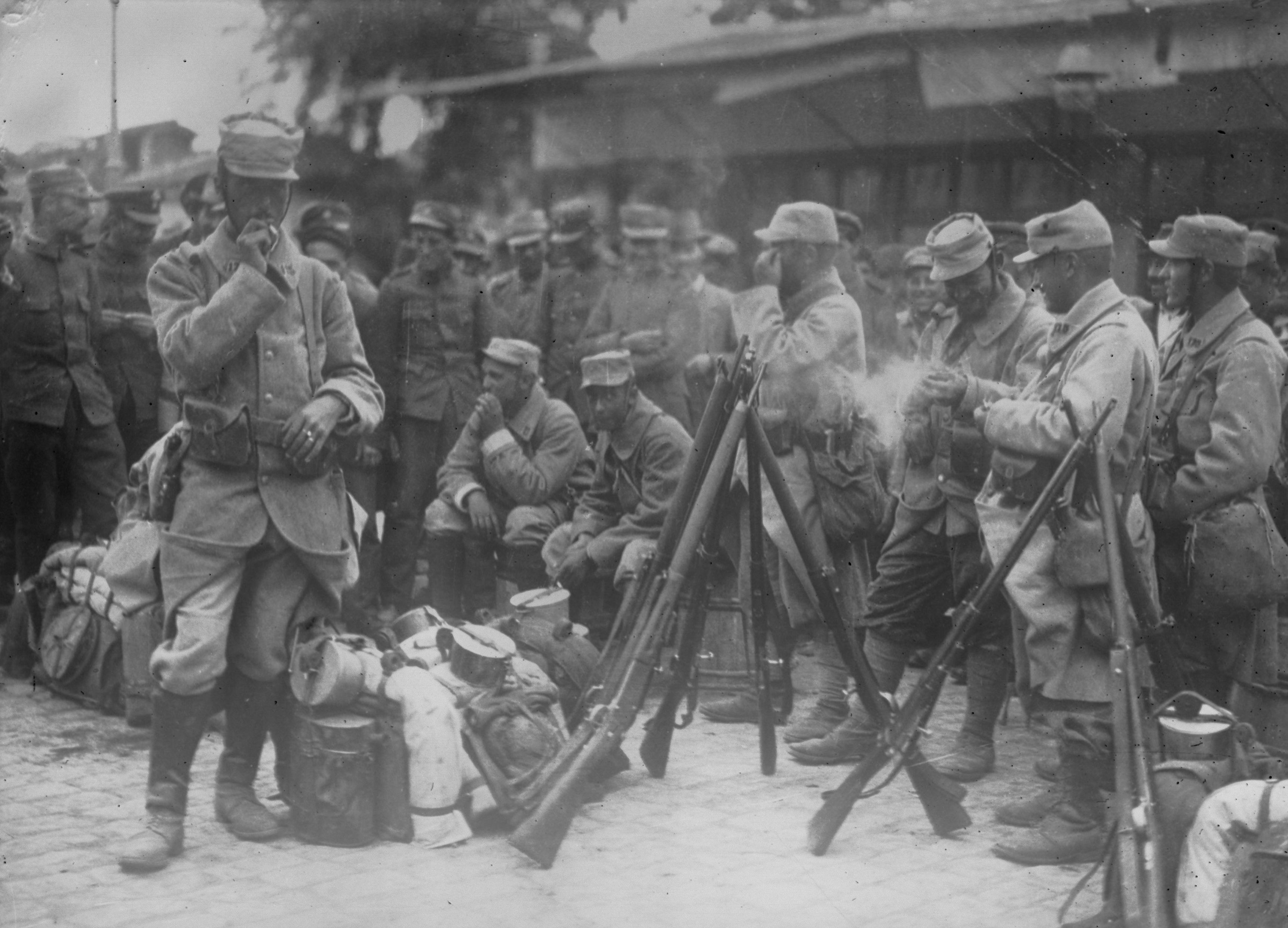
Truppe francesi bivaccano per le strade di Salonicco nel 1915

All'inizio del 1916 Sarrail aveva circa 200000 uomini a Salonicco. Il porto era difeso da una triplice linea di trincee e da un vasto sbarramento di filo spinato, ma gli Alleati avevano esteso il loro fronte in Macedonia fino a coprire tutta l'estensione della frontiera tra Serbia e Grecia: sul lato occidentale le truppe francesi avevano stabilito postazioni avanzate fino all'altezza di Amyntaio e Florina, mentre a est i britannici spingevano i loro avamposti fino alle rive del lago Dojran; truppe greche prolungavano poi la linea a destra dei britannici, coprendo il confine tra Grecia e Bulgaria nella Tracia occidentale. I britannici acconsentirono infine a creare un comando congiunto in maggio e Sarrail divenne quindi il comandante supremo dell'appena organizzata Armata alleata in Oriente. Ulteriori truppe alleate iniziarono ad affluire sul nuovo fronte: a partire da aprile 1916 i primi contingenti del riorganizzato esercito serbo sbarcarono a Salonicco, raggiungendo una consistenza di sei divisioni di fanteria e una di cavalleria sotto il comando generale del maresciallo Živojin Mišić; in giugno arrivò un corpo di spedizione russo guidato dal generale Mikhail Diterikhs e forte di due brigate di fanteria, mentre in agosto sbarcò a Salonicco un corpo di spedizione italiano, agli ordini del generale Carlo Petitti di Roreto, composto da una divisione di fanteria e da reparti di rinforzo. Gli Alleati avevano scarsa fiducia nel fatto che le truppe greche avrebbero combattuto al loro fianco in caso di attacco degli Imperi centrali: il 28 gennaio 1916 i reparti anglo-francesi obbligarono la guarnigione greca a consegnare loro le fortificazioni di Capo Karaburnu, da cui si dominavano gli accessi via mare a Salonicco; in febbraio, dopo alcuni bombardamenti aerei condotti dagli zeppelin tedeschi sulla città, Sarrail proclamò lo stato d'assedio a Salonicco e dispose l'arresto degli agenti consolari degli Imperi centrali e di tutti gli elementi sospettati di fare spionaggio a loro favore. Per tutta risposta, il 25 maggio truppe bulgare e tedesche attraversarono la frontiera e pretesero dalla guarnigione greca la consegna della fortezza di Rupel, una strategica postazione che dominava il passo di Rupel lungo il confine tra Grecia e Bulgaria; agendo su istruzioni del sovrano, il comandante della guarnigione greca consegnò la fortezza dopo aver opposto una resistenza poco più che simbolica.
L'incruenta cattura della fortezza di Rupel rappresentò l'unica azione aggressiva su vasta scala intrapresa dagli Imperi centrali sul fronte macedone per tutta la prima metà del 1916: il comando tedesco pose il veto a ulteriori offensive dei bulgari in direzione di Salonicco, al fine di bloccare nella città le considerevoli forze degli anglo-francesi lì presenti ed evitare che venissero evacuate e rischierate sul fronte occidentale. Fin dal completamento della ritirata dalla Macedonia, a Sarrail era stato ordinato di mantenere un atteggiamento strettamente difensivo sul suo fronte, ma questa impostazione iniziò a mutare all'inizio di agosto 1916: dopo lunghi negoziati i governi alleati convinsero infine il Regno di Romania a scendere in guerra contro gli Imperi centrali, ma il comando romeno chiese che l'Armata alleata di Salonicco sferrasse un'offensiva su vasta scala sul fronte macedone almeno dieci giorni prima dell'apertura delle ostilità da pare di Bucarest, in modo da trattenere quante più truppe bulgare possibile lontano dai confini meridionali della Romania. Nel tentativo di esaudire la richiesta dei romeni, Sarrail sferrò a partire dal 9 agosto alcuni attacchi nel settore del lago Dojran: la battaglia di Doiran vide gli attacchi degli anglo-francesi venire sostanzialmente respinti dalle difese bulgare, ma Sarrail iniziò i preparativi per una più massiccia offensiva da attuarsi per il 18 agosto.

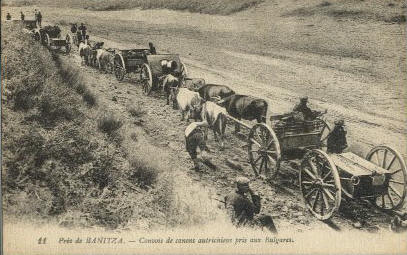
Una colonna di artiglieria bulgara in marcia nella zona di Banitsa, nella Macedonia greca, nell'agosto 1916

Il comando bulgaro era stato però messo sull'avviso dei preparativi alleati per un attacco su vasta scala e aveva infine strappato ai tedeschi l'autorizzazione a lanciare a sua volta una vasta offensiva per anticipare i piani del nemico. L'attacco delle forze bulgare, sostenute da un ridotto contingente di forze tedesche, partì quindi il 17 agosto, precedendo di un giorno l'analoga mossa di Sarrail: l'azione si sviluppò come un attacco a tenaglia contro la posizione degli Alleati, con un'offensiva bulgara a ovest nella zona del lago Ostrovo in direzione di Florina e una in contemporanea a est verso la valle del fiume Struma, al fine di schiacciare il nemico dentro le fortificazioni di Salonicco e lì assediarlo. L'attacco a occidente portò ai duri combattimenti della battaglia di Florina: scendendo verso sud da Monastir, i bulgari catturarono le cittadine di Banitsa e Florina, ma la dura resistenza opposta dalle forze serbe nella zona compresa tra il lago Petroko e il lago Ostrovo impedì loro di impossessarsi dei passi dei monti Voras e di sfondare in direzione della pianura; l'offensiva si arrestò poi il 22 agosto seguente. L'attacco a oriente ebbe più successo: l'offensiva bulgara dilagò nella regione a oriente dello Struma, portando alla cattura in rapida successione delle città di Kavala, Drama e Serres; le truppe greche schierate nella Tracia occidentale ricevettero l'ordine di non opporre alcuna resistenza e si consegnarono prigioniere agli Imperi centrali, obbligando i britannici a stabilire un nuovo fronte difensivo sulla sponda destra dello Struma.
L'offensiva bulgara di agosto riuscì in effetti a scombinare i piani di Sarrail, che dovette rimandare i suoi propositi di attacco e provvedere a rinforzare i fianchi del suo schieramento. La richiesta che l'Armata alleata in Oriente passasse dalla difensiva all'offensiva si faceva però pressante: il 27 agosto la Romania era entrata in guerra a fianco degli Alleati, ma, mentre il principale esercito romeno avanzava lentamente in Transilvania a nord-ovest, il 1º settembre truppe bulgare e tedesche avevano sferrato un contrattacco a sud-est in Dobrugia, mettendo subito in crisi lo schieramento nemico. Con l'obiettivo di assistere i romeni distogliendo truppe nemiche dal loro fronte, e contando di avvantaggiarsi della sovraestensione delle forze bulgare dopo la loro recente avanzata, Sarrail decise quindi di sferrare un'offensiva per il 12 settembre; i britannici ricevettero l'ordine di tenere il fronte lungo lo Struma, mentre unità francesi e russe venivano spostate sulla sinistra per assistere i serbi in un contrattacco volto a riconquistare Florina e avanzare in direzione di Monastir.

## Le forze in campo

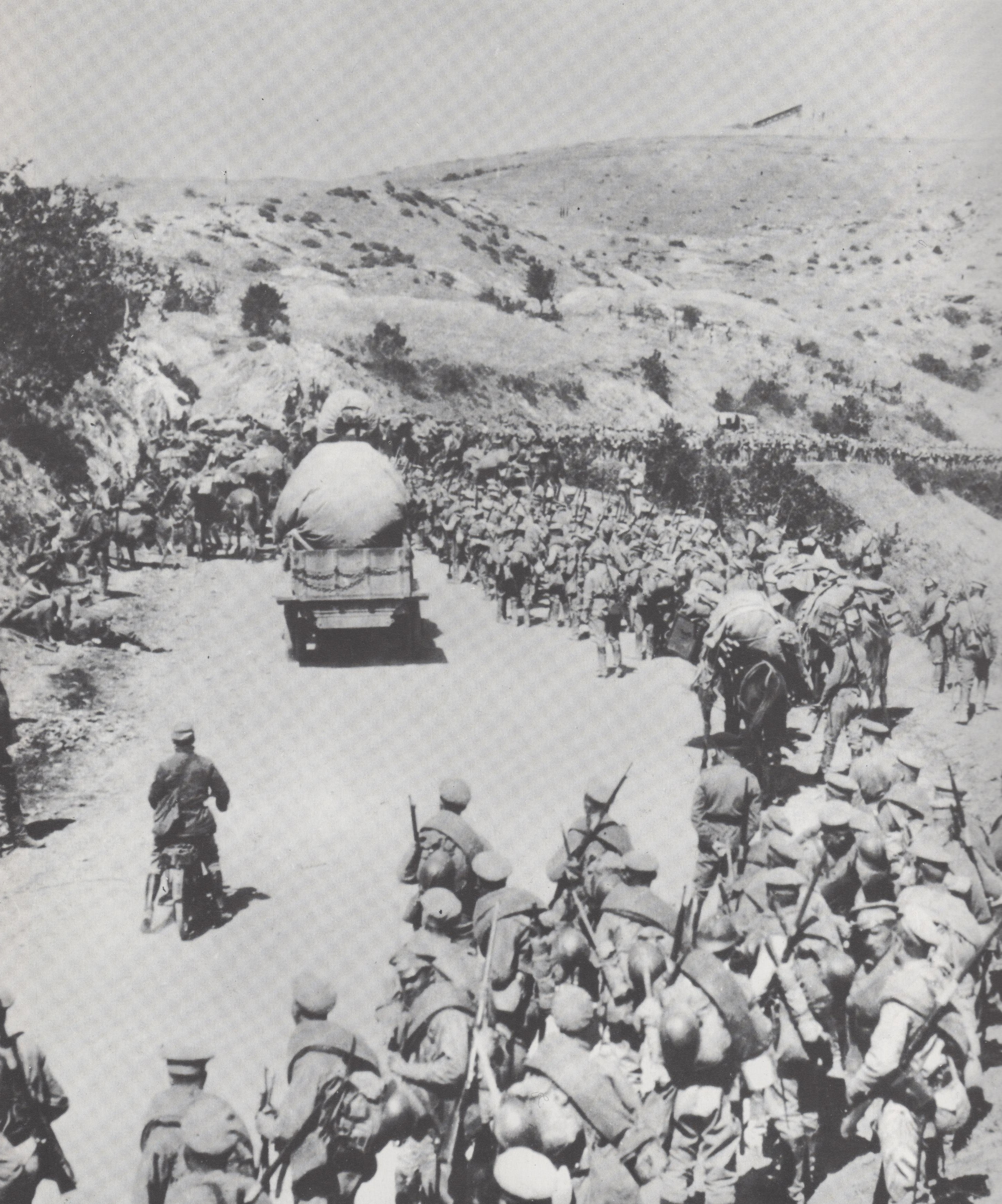
Truppe del contingente russo in marcia lungo una strada della Grecia settentrionale nel luglio 1916

Nell'agosto-settembre 1916 l'Armata alleata in Oriente di Sarrail aveva circa 360000 effettivi in linea, suddivisi tra 200000 francesi e britannici, 120000 serbi, 30000 italiani e 10000 russi, appoggiati da più di 1000 pezzi d'artiglieria e 1300 mitragliatrici; il numero reale di truppe a disposizione per un'offensiva era però ridotto alla metà di quella cifra a causa delle difficoltà nella rete di trasporti e dell'incidenza nei ranghi delle malattie (in particolare della malaria). Il contingente francese dell'armata (Armée d'Orient) era agli ordini del generale Victor Cordonnier e si componeva di sei divisioni di fanteria (cinque di truppe metropolitane francesi e una di truppe coloniali), suddivise equamente fra tre "gruppi divisionali" (di fatto dei piccoli corpi d'armata): il 3º Gruppo divisionale presidiava il settore più occidentale della linea alleata, dal fiume Shkumbini al lago Prespa, con sulla destra il 2º Gruppo divisionale schierato dal lago Prespa alla cittadina di Gradešnica; il 1º Gruppo divisionale era più a est, schierato tra i fiumi Crna e Vardar. Il corpo di spedizione russo del generale Diterikhs era aggregato al 2º Gruppo divisionale francese, mentre la 35ª Divisione italiana di Petitti era aggregata al 1º Gruppo divisionale. Le sei divisioni di fanteria del ricostituito esercito serbo erano distribuite equamente in tre "armate" (di fatto dei corpi d'armata), schierate in linea nello spazio tra il 2º e il 1º Gruppo divisionale francese; alla destra del 1º Gruppo divisionale, lungo il corso dello Struma, si trovava invece la British Salonika Army del generale George Milne, con sei divisioni di fanteria organizzate in due corpi d'armata.
Sotto la direzione generale del comandante in capo dell'esercito bulgaro, generale Nikola Žekov, gli Imperi centrali schieravano nel settembre 1916 tre armate lungo il fronte della Macedonia meridionale, controllanti in totale otto divisioni di fanteria e una di cavalleria bulgare, una divisione di fanteria tedesca e un reggimento di fanteria ottomano. L'estremità occidentale della linea era tenuta dall'11ª Armata tedesca del generale Arnold von Winckler, schierata dal lago di Ocrida a Gradešnica; a dispetto del nome, il carattere "tedesco" di questa formazione era alquanto ridotto, visto che, dopo il ritiro di varie formazioni prima impegnate nella campagna di Serbia, possedeva un'unica divisione di fanteria del Deutsches Heer ed era per il resto composta di unità bulgare. Al centro della linea degli Imperi centrali era collocata la 1ª Armata bulgara del generale Kliment Boyadzhiev (sostituito il 25 settembre dal generale Dimitar Geshov), che copriva il settore da Gradešnica allo Struma; il fronte lungo lo Struma era invece tenuto dalla 2ª Armata bulgara del generale Georgi Todorov. La 10ª Divisione di fanteria bulgara proteggeva infine la costa della Tracia lungo il Mar Egeo e formò più avanti, con la 2ª Divisione di cavalleria, la 4ª Armata bulgara sotto il generale Stefan Toshev.

## L'offensiva

### Attacchi iniziali

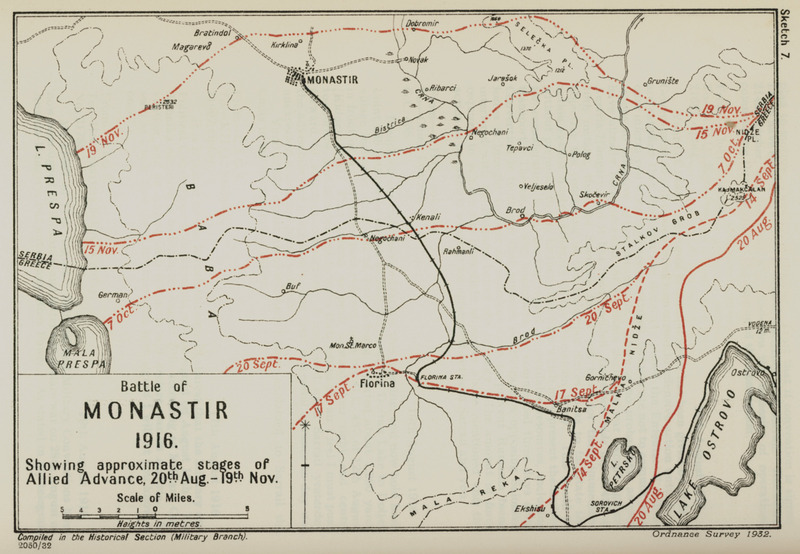
Carta della battaglia con indicata l'estensione della linea del fronte tra il 20 agosto e il 19 novembre 1916

Il piano di Sarrail prevedeva di condurre un vigoroso attacco sulla sinistra dello schieramento alleato, impiegando le truppe francesi, russe e serbe; nel frattempo, italiani e britannici dovevano condurre sul fianco destro una serie di azioni dimostrative per sviare l'attenzione dei nemici. L'offensiva si aprì il 12 settembre con un massiccio sbarramento di artiglieria, cui seguirono il 13 settembre i primi attacchi delle fanterie alleate; il saliente creato dagli Imperi centrali con la loro offensiva di agosto, tenuto dal fianco destro della 1ª Armata bulgara, fu assalito su entrambi i lati, ingaggiando duri scontri nel difficile terreno dei monti Voras. A ovest il 2º Gruppo divisionale francese del generale Paul Leblois attaccò nel tentativo di aprirsi la strada verso Banitsa e Florina: la 156ª Divisione francese spinse in avanti in direzione dei villaggi di Kayalar e Rudnik, una brigata russa assaltò il monte Neretzka e la 57ª Divisione francese mosse sull'abitato di Kastoria; contemporaneamente, più a est, la 1ª Armata serba del generale Miloš Vasić attaccò le forze bulgare trincerate sulla montagna di Malka Nidzhe, da cui si dominava il passo che dal lago Ostrovo conduceva alla pianura a sud di Monastir, mentre la 2ª Armata serba del maresciallo Stepa Stepanović conduceva delle finte nella zona dei monti Moglene. La pressione degli Alleati si fece ben presto insostenibile e, dopo quattro giorni di duri combattimenti, i bulgari furono costretti a retrocedere verso una nuova linea difensiva allestita lungo il confine serbo-greco: il 17 settembre i reparti francesi e russi entrarono a Florina, mentre i serbi, assicuratisi il possesso del monte Malka Nidzhe e del villaggio di Gornichevo dopo aver catturato una trentina di pezzi d'artiglieria nemici, si spingevano ulteriormente verso nord alla volta del picco di Kajmakčalan, la vetta più alta della catena dei Voras.

La battaglia per il possesso del monte Kajmakčalan infuriò per diversi giorni: la 3ª Armata serba del generale Pavle Jurišić Šturm sferrò una massiccia offensiva, assicurandosi il picco dominante il 18 settembre, ma il 23 settembre i bulgari lanciarono un contrattacco, impiegando elementi freschi tratti dai ranghi di quattro divisioni di fanteria; la battaglia raggiunse il suo picco il 26 settembre, mentre le unità bulgare si dissanguavano in assalti frontali alle trincee serbe. I bulgari subirono pesanti perdite e si demoralizzarono, venendo infine ributtati indietro dai contrattacchi serbi; per il 30 settembre l'armata di Šturm era in completo possesso del massiccio del Kajmakčalan, anche se scontri per il possesso delle colline più basse nei dintorni proseguirono ancora per qualche giorno; pur vittoriosi, i serbi dovettero accusare non meno di 10000 tra morti e feriti negli scontri per il possesso del Kajmakčalan. Senza più il controllo della montagna, la linea difensiva degli Imperi centrali non era più tenibile e ai primi di ottobre i bulgari ripiegarono quindi su una nuova posizione difensiva poco a sud di Monastir; la linea si snodava dal lago Prespa al villaggio di Kenali, per proseguire poi lungo la sponda settentrionale del fiume Crna che, scorrendo a est di Monastir, descriveva un'ampia ansa.
Il 29 settembre reparti francesi e serbi tentarono un attacco alla nuova linea difensiva degli Imperi centrali, venendo però facilmente respinti a causa principalmente dell'insufficiente preparazione di artiglieria. L'aver annullato le conquiste territoriali ottenute dall'offensiva bulgara di agosto non era un risultato sufficiente per Sarrail, il quale era alla ricerca di un obiettivo più significativo per la sua offensiva: il generale ordinò quindi di rinnovare gli attacchi, al fine di sfondare verso la pianura di Monastir e raggiungere la città, onde farne la prima significativa località della Serbia a essere liberata dall'occupazione degli Imperi centrali. Sarrail ordinò il rilancio dell'offensiva per il 2 ottobre, ma il comandante delle forze francesi Cordonnier protestò energicamente: dopo le dure spallate delle settimane precedenti, i reparti erano esausti e necessitavano di un periodo di riposo e riorganizzazione; il flusso dei rifornimenti era un grosso problema, sia perché un enorme quantitativo di uomini doveva essere distaccato per spostare le scorte dai magazzini di Salonicco alla linea del fronte attraverso un terreno povero di linee di comunicazione, sia perché i vari contingenti dell'armata multinazionale utilizzavano armi ed equipaggiamenti di diversa manifattura, con conseguente complicazione della catena logistica. La data dell'offensiva fu prima posticipata di qualche giorno, per poi essere nuovamente anticipata per ordine di Sarrail, con conseguenti complicazioni nella sua pianificazione a opera degli stati maggiori alleati; la data dell'attacco fu infine fissata al 6 ottobre.

### La battaglia dell'ansa del Crna

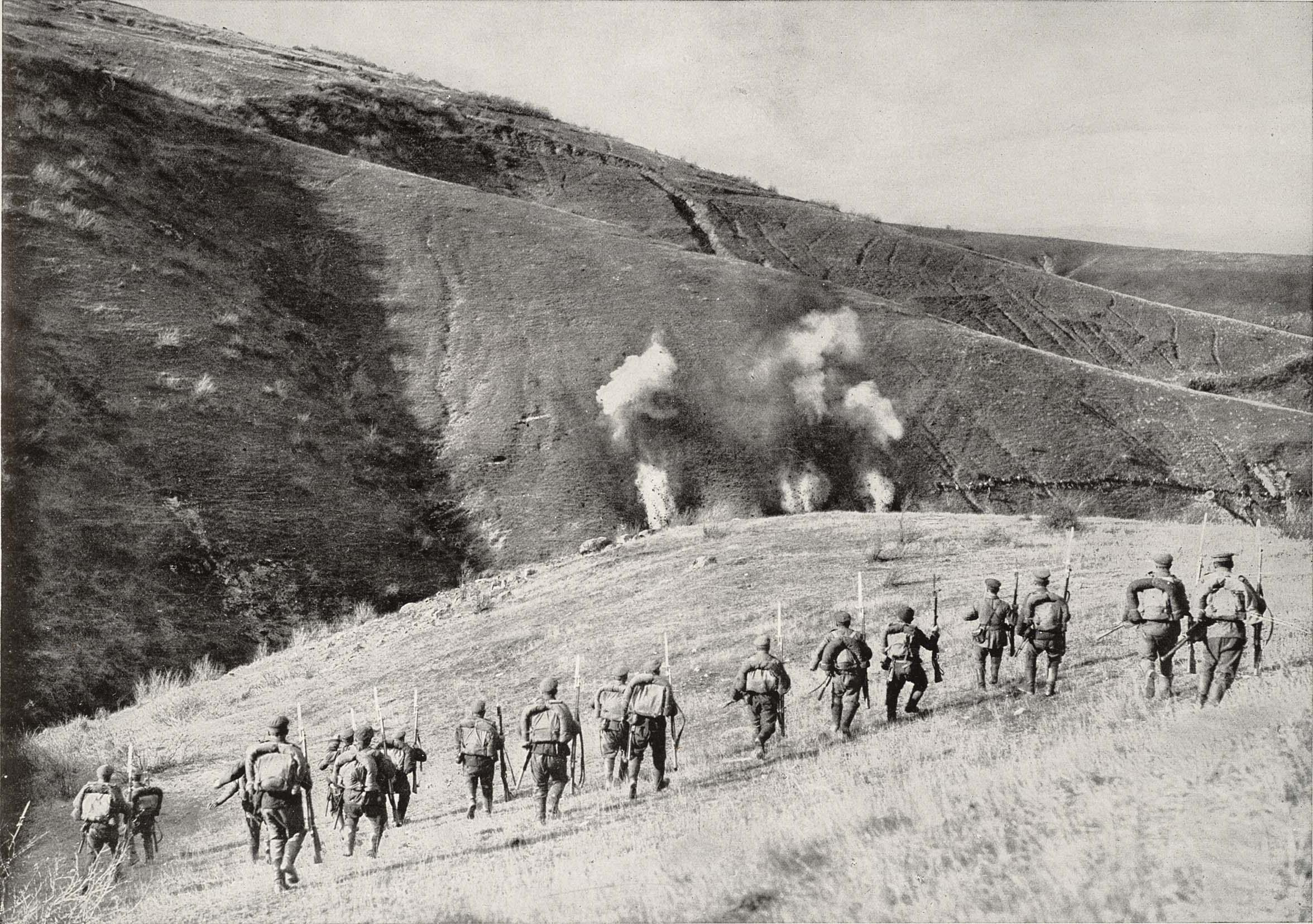
Fanti bulgari all'attacco sulle montagne nel settore di Monastir, preceduti dal fuoco dell'artiglieria

L'offensiva franco-russo-serba fu preceduta da un attacco diversivo delle forze britanniche lungo il corso dello Struma. Il 30 settembre reparti della 10ª Divisione di fanteria britannica attraversarono lo Struma e stabilirono una testa di ponte davanti al villaggio di Yenikoi. Il 3 ottobre i britannici proseguirono nell'attacco e catturarono l'abitato di Yenikoi, ma una serie di contrattacchi bulgari nel pomeriggio li respinse sulle posizioni di partenza; l'attacco fu rinnovato la mattina successiva, e Yenikoi tornò in mani britanniche dopo pesanti scontri. All'altro capo della linea del fronte, l'offensiva alleata prese il via come previsto il 6 ottobre, ma si risolse in un costoso fallimento: la 3ª Armata serba riuscì dopo molti sforzi a stabilire una testa di ponte oltre il corso del fiume Crna il 9 ottobre nei pressi delle rapide di Skochivir, seguita dalla 1ª Armata serba che l'11 ottobre mise piede sulla sponda opposta tra i villaggi di Dobroveni e Brod, dove però fu bloccata dalla disperata resistenza dei bulgari; gli attacchi delle unità franco-russe del 2º Gruppo divisionale sulla sinistra non portarono invece a niente e si risolsero solo in pesanti perdite.
Convinto che i bulgari fossero a un passo da un collasso del morale, Sarrail ordinò una nuova offensiva per il 14 ottobre, incurante delle proteste dei suoi sottoposti. Ancora una volta furono i serbi a ottenere i guadagni più significativi: la 1ª Armata spezzò la resistenza bulgara e il 17 ottobre avanzò all'interno dell'ansa del Crna, catturando i villaggi di Volyesedo e Brod, incalzando quindi il nemico verso nord in direzione di Gardilovo e Baldenci; gli attacchi dei franco-russi si risolsero invece in un nuovo insuccesso, con 1500 perdite registrate nei ranghi delle sole unità francesi. Sarrail si recò al quartier generale di Cordonnier ed ebbe con lui un violento alterco, accusandolo pubblicamente di non aver combinato niente mentre i soli serbi portavano avanti l'offensiva; le pur valide scuse addotte da Cordonnier per il fallimento degli attacchi, basate sull'insufficiente disponibilità di artiglieria e truppe, furono ignorate da Sarrail e il 19 ottobre Cordonnier si dimise dall'incarico, venendo sostituito alla guida dell'Armée d'Orient dal generale Paul Leblois. La discussione tra Cordonnier e Sarrail ebbe uno strascico polemico: rientrato in patria Cordonnier si lamentò dell'operato di Sarrail davanti al governo, mentre anche il generale Diterikhs, in un rapporto spedito in copia al governo russo, protestò energicamente contro gli ordini di attacco formulati dall'alto comando dell'Armata alleata; il ministro della guerra francese Pierre Auguste Roques dovette recarsi a Salonicco per condurre un'investigazione sull'operato di Sarrail e, pur finendo con il convalidarne l'operato, lo ammonì circa la necessità di ottenere risultati significativi che giustificassero alle opinioni pubbliche alleate l'impiego di così tante risorse belliche sul fronte macedone.

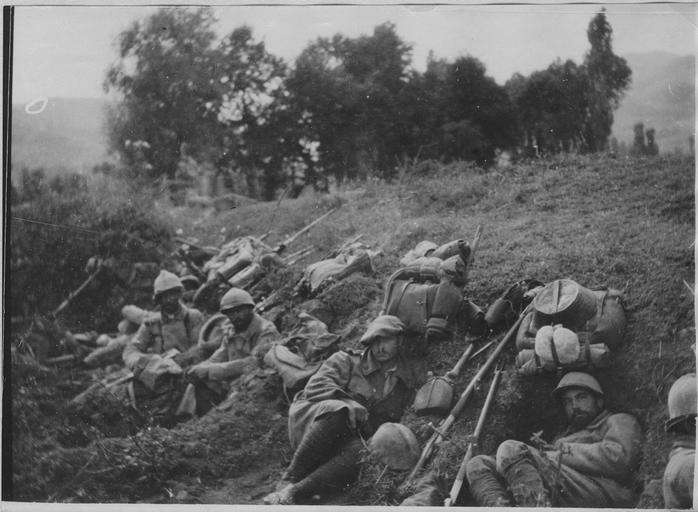
Truppe francesi si riposano in una trincea improvvisata durante una pausa nei combattimenti del fronte macedone nell'ottobre 1916

Le forze degli Imperi centrali stavano nel frattempo riorganizzando il loro schieramento: il quartier generale dell'11ª Armata tedesca rilevò la responsabilità della conduzione delle operazioni nel settore minacciato dagli Alleati dal comando della 1ª Armata bulgara; l'11 ottobre, invece, il generale tedesco Otto von Below fu posto alla guida di un nuovo gruppo d'armate composto dall'11ª Armata tedesca e dalla 1ª Armata bulgara, assumendo la direzione strategica della campagna in corso. Nel frattempo i combattimenti erano proseguiti: tra il 19 e il 20 ottobre i serbi erano ulteriormente avanzati all'interno dell'ansa del Crna, catturando il villaggio di Gardilovo e avanzando verso nord su Baldenci, prendendo strada facendo circa 1000 prigionieri bulgari e tedeschi; l'avanzata fu infine rallentata dallo scoppio di alcuni violenti temporali. Sul fronte del 2º Gruppo divisionale alleato, Sarrail mise in linea truppe fresche sul lato sinistro dello schieramento alleato, aggregando come rinforzo alla 57ª Divisione francese una brigata di fanteria distaccata dall'organico della 35ª Divisione italiana di Petitti; gli Alleati rinnovarono i loro attacchi lungo i rilievi del massiccio di Baba a sud-ovest di Monastir, affrontando, nel bel mezzo di una serie di tempeste di neve, combattimenti pesanti su un terreno con vette che superavano spesso i 2000 metri sul livello del mare: il 18 ottobre i reparti italiani conquistarono il colle di Ostrez, mentre il 19 ottobre si assicurarono il controllo del "Dente" di Velusina e il rilievo di Quota 2209. Approfittando della pausa causata dal maltempo, il 22 ottobre truppe bulgare e tedesche sferrarono un massiccio contrattacco contro il fronte tenuto dai serbi nell'ansa del Crna, respinto al termine di duri scontri; i serbi ripresero quindi l'avanzata, catturando due giorni più tardi le pendici del monte Starkov Grob e scacciando i bulgari dalle loro postazioni fortificate allestite sulle colline alla confluenza del Crna con il torrente Stroshwitza.

### La presa di Monastir

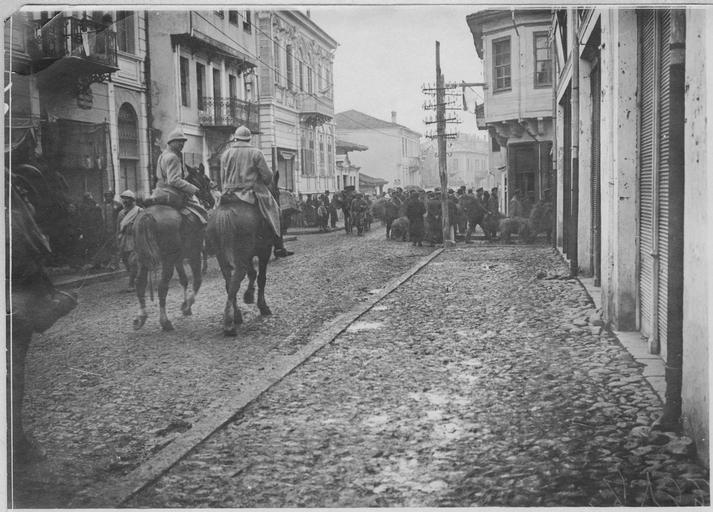
Cavalleria francese in marcia nelle strade di Monastir appena liberata dalle forze alleate

Gli ultimi giorni di ottobre videro pesanti scontri tra bulgari e serbi a nord del villaggio di Brod. Il villaggio di Gardilovo fu riconquistato dai bulgari con un contrattacco, ma nuovamente rioccupato dalle truppe francesi il 28 ottobre; i serbi avanzarono in profondità nell'ansa del Crna, occupando il 31 ottobre il villaggio di Tepavci e il 2 novembre l'abitato di Jaratok, per raggiungere il culmine della loro avanzata il 5 novembre, quando fu occupato il rilievo di Quota 1378. Tra il 4 e il 5 novembre reparti bulgari sferrarono un grosso contrattacco contro l'ala destra delle armate serbe a sud del villaggio di Polog, ma furono respinti; un analogo contrattacco, tentato tra il 7 e il 9 novembre, non ebbe maggior successo. Al centro dello schieramento alleato, truppe francesi e russe rinnovarono i loro attacchi alle linee trincerate bulgare a sud di Kenali, ma andarono incontro a un nuovo fallimento; il 14 novembre, in particolare, un massiccio attacco dei franco-russi venne respinto con pesanti perdite. L'avanzata dei serbi sulla destra all'interno dell'ansa del Crna e l'avanzata dei reparti italiani sulla sinistra lungo i rilievi del massiccio di Baba stavano tuttavia minacciando di accerchiamento i reparti bulgari schierati al centro della linea, che il 15 novembre iniziarono una ordinata ritirata verso nord alla volta di Monastir.
Quello stesso 15 novembre truppe serbe e francesi catturarono il rilievo di Quota 1212, da cui la loro artiglieria poteva prendere di mira non solo l'abitato di Monastir, ma anche l'attraversamento del Crna nei pressi del villaggio di Novak, la principale via di ritirata dei reparti bulgari; se questa via di ritirata fosse stata chiusa, una buona parte delle truppe bulgare e tedesche sarebbe rimasta intrappolata nelle paludi che contornavano la parte settentrionale della piana di Monastir; il 18 novembre l'alto comando del gruppo d'armate di Below ordinò una ritirata generale e l'abbandono di Monastir, lasciando solo una forte retroguardia a contenere i reparti nemici in arrivo da sud. Si scatenò una piccola gara tra serbi e francesi per avere il privilegio di entrare per primi a Monastir: un'unità di cavalleria serba guadò il corso del Crna e a mezzogiorno del 19 novembre entrò a Monastir da nord, proprio mentre i primi reparti francesi facevano il loro ingresso nella città da sud, preceduti dalle bande musicali con le bandiere al vento.
Le unità bulgaro-tedesche si ritirarono bene a nord in direzione di Prilep, ma gli Alleati avevano poche riserve con cui continuare la spinta e trasformare questa ritirata in una rotta; le condizioni meteo volgevano sempre più al brutto tempo e pessime notizie stavano arrivando dal fronte romeno, dove gli Imperi centrali stavano raccogliendo grossi successi, privando di significato strategico ulteriori offensive dell'Armata alleata d'Oriente. Il 21 novembre reparti italiani scesero dal massiccio di Baba e occuparono il villaggio di Bratindol a nord-ovest di Monastir, ma ricevettero l'ordine di fermare ogni ulteriore spinta verso nord; reparti francesi si attestarono infine lungo una serie di rilievi cinque chilometri a settentrione di Monastir, lasciando tuttavia in mano agli Imperi centrali alcune alture strategiche collocate più a nord: reparti bulgari, in particolare, rioccuparono l'importante rilievo di Quota 1248, da cui la loro artiglieria poteva bombardare impunemente l'abitato di Monastir più a sud. Le truppe serbe continuarono a sferrare alcuni attacchi contro i rilievi a nord dell'ansa del Crna e, più a destra, contro il picco montuoso di Dobro Pole, con limitate conquiste territoriali, spesso annullate dai contrattacchi dei bulgari; l'azione andò esaurendosi nei primi giorni di dicembre e la situazione tornò alla quotidianità della guerra di trincea.

## Conseguenze
Per l'11 dicembre 1916 il fronte macedone era tornato a una situazione di relativa tranquillità. L'offensiva di Sarrail aveva conseguito un significativo obiettivo politico, facendo di Monastir la prima città del Regno di Serbia a essere liberata dall'occupazione degli Imperi centrali. Pur vittoriosi, sul piano militare gli Alleati avevano conseguito tuttavia ben poco: il fronte era arretrato verso nord di una cinquantina di chilometri, ma non era stato possibile sfruttare lo sfondamento ottenuto e i tedesco-bulgari avevano stabilito una nuova solida linea difensiva sui rilievi a nord della città, a protezione delle loro retrovie a Prilep e dello strategico passo di Babuna, che conduceva da Monastir a Veles nel centro della Macedonia; lo stesso abitato di Monastir continuava a rimanere esposto al tiro dell'artiglieria a lungo raggio degli Imperi centrali, appostata sui rilievi più a nord, e più di metà della città finì distrutta dai bombardamenti nelle settimane seguenti. Sul piano strategico l'offensiva di Sarrail non aveva conseguito praticamente niente: nessuna importante unità bulgara era stata richiamata dal fronte romeno a causa dell'offensiva alleata su Monastir e solo alla fine del 1916 un corpo d'armata ottomano fu inviato in Tracia per presidiare un tratto della linea lungo il fiume Struma. I romeni poterono giovarsi ben poco dell'attacco degli Alleati a Monastir; assalita da nord, nord-ovest e sud-est dalle armate degli Imperi centrali, la Romania finì stritolata: Bucarest cadde in mano ai tedeschi il 6 dicembre 1916 ed entro la fine dell'anno l'intera Valacchia e la Dobrugia erano state occupate dagli Imperi centrali.
L'Armata alleata in Oriente ricevette considerevoli rinforzi per ripianare le perdite, espandendo la sua consistenza fino a quasi 600000 effettivi tra reparti da combattimento e di supporto all'inizio del 1917. Questo considerevole schieramento di truppe rimase tuttavia quasi completamente inoperoso per buona parte del 1917, guadagnandosi dal presidente francese Georges Clemenceau l'appellativo sprezzante di «giardinieri di Salonicco»; Sarrail organizzò infine una serie di offensive di portata ridotta durante i mesi primaverili, azioni che portarono alla battaglia di Doiran (24 aprile - 9 maggio) nel settore britannico, e alla seconda battaglia di Monastir e alla battaglia dell'ansa del Crna (9-17 maggio) nel settore tenuto dalle forze francesi e serbe. Questi scontri si conclusero sostanzialmente con una serie di vittorie difensive degli Imperi centrali e il fronte non conobbe alcuna avanzata significativa; incolpato di questa perdurante situazione di stallo, il 22 dicembre 1917 Sarrail venne sollevato dal comando e rimpiazzato dal generale Adolphe Guillaumat.